# Silencio (canción)
Silencio es una canción interpretada por el artista español David Bisbal y que se publicó el 20 de noviembre de 2006, en su tercer álbum de estudio Premonición.

## Historia
Fue grabada entre noviembre de 2005 y julio de 2006 en la ciudad estadounidense de Miami y en España también. Se publicó el 20 de noviembre de ese mismo año y fue el decimocuarto sencillo del cantante y el tercero del propio album.
La canción llegó a ser número 8 en la lista de la cadena de radio fórmula española Los 40 Principales en su natal país y en otras listas musicales de países hispanos.

## Lista de canciones

### Descarga digital[4]
| Silencio — Single |                         |          |  |
| N.º               | Título                  | Duración |  |
| 1.                | «Silencio»              | 3:30     |  |
| 2.                | «Amar es lo que quiero» | 3:31     |  |

## Posicionamiento en listas

### Listas semanales
| Lista (2006–2007)                     | Mejor posición |
| ------------------------------------- | -------------- |
| Austria (Ö3 Austria Top 40)           | 6              |
| Alemania (Offizielle Deutsche Charts) | 10             |
| Países Bajos (Mega Single Top 100)    | 79             |
| Suiza (Schweizer Hitparade)           | 10             |
| Estados Unidos (Latin Pop Airplay)    | 32             |

### Listas de fin de año
| Lista (2007)                      | Posición |
| --------------------------------- | -------- |
| Austria (Ö3 Austria Top 40)       | 43       |
| Germany (Official German Charts)  | 59       |
| Switzerland (Schweizer Hitparade) | 44       |

## Versiones
En el verano de 2007, el artista holandés Jeroen van der Boom hizo un cover de la canción en holandés, llamado "Jij bent zo", y alcanzó el número 1 con su versión en el top 40 holandés.